# Prosotsani
Prosotsani (griego: Προσοτσάνη) es un municipio de la República Helénica perteneciente a la unidad periférica de Drama de la periferia de Macedonia Oriental y Tracia.
El municipio se formó en 2011 mediante la fusión de los antiguos municipios de Prosotsani y Sitagroí, que pasaron a ser unidades municipales. El municipio tiene un área de 481,8 km², de los cuales 419 pertenecen a la unidad municipal de Prosotsani.
En 2011 el municipio contaba con 13 066 habitantes, de los cuales 9065 vivían en la unidad municipal de Prosotsani.
Se sitúa unos 10 km al oeste de Drama.